# Altai Rezső
Altai Rezső, Altmann Ruben Rezső (Kassa, 1873. május 3. – Budapest, 1956. április 10.) polgári iskolai tanár, író, nyelvész.

## Életútja
Altmann József és Pless Laura fiaként született, atyja Gyulafehérváron volt tanító. Polgári iskolai tanári képesítést nyert és a fővárosnál működött. Szépirodalmi cikkei nagy számban jelentek meg a Géniuszban, Ország-Világban, Izraelita Tanügyi Értesítőben stb. folyóiratokban és lapokban. Számos német nyelvű tankönyvet és olvasókönyvet, ezenkívül német nyelvű magyar nyelvtanokat írt és több szótár szerzője. 1898. június 26-án Budapesten, a Terézvárosban feleségül vette Gomperz Margitot. 1904-ben Altmann családi nevét Altaira változtatta. Halálát általános, főleg agyi érelmeszesedés és előrehaladott agylágyulás okozta. 1956. április 12-én, csütörtökön délután helyezték örök nyugalomra a rákoskeresztúri temetőben.

## Művei
- Pedagógiai tanulmányok (1905)
- Schenk gyakorlati módszere a német nyelvnek elsajátítására. (Budapest, 1911)
- Helyes magyarság (1918)
- Schidlof gyakorlati módszere idegen nyelvek magánúton való tanulására (az 1000 szó módszere)
- Német társalgó és nyelvgyakorló zsebkönyv (Lingua Kiadó és Könyvkereskedelmi RT.)
- Német nyelvkönyv magántanulók, valamint tanfolyamok használatára... (Lingua Kiadó, 1921)
- Német nyelvkönyv (Kezdő tanfolyam) (Lingua Kiadás)
- Magyar-német és német-magyar kéziszótár (Lingua Kiadó, 1947)